# Omega: Der Geheime Planet
Omega: Der Geheime Planet is een computerspel dat werd ontwikkeld door Marc Cecchi. De muziek is ook van zijn hand. Het spel werd in 1987 door Infogrames uitgebracht voor de Commodore 64. 
Het spel is uitgebracht in de volgende talen:
- Duits: Omega: Der Geheime Planet
- Frans: Omega: Planete Invisible